# Landesanleihe
Landesanleihen sind öffentliche Anleihen eines unterhalb des Staates gegliederten Bundesstaats, Landes, einer Provinz oder einer Region.

## Allgemeines
In föderalen Staaten liegt häufig international auch die Finanzhoheit für eigene Staatsfinanzen auf der Ebene der Bundesstaaten, Länder, Provinzen oder Regionen, die zur so genannten NUTS-1-Ebene gehören. Sie dürfen deshalb autonom auch über die Kreditaufnahme durch die Emission von Landesanleihen entscheiden. Landesanleihen sind öffentliche Anleihen, weil diese Ebene unterhalb des Staates mit diesem staatsrechtlich (als Gebietskörperschaft des Staates) und finanzwirtschaftlich durch einen mehr oder weniger engmaschigen Finanzausgleich verbunden ist.

## Anleihebedingungen und Zweck
Die Anleihebedingungen der Landesanleihen orientieren sich an den Vorgaben der International Capital Market Association (ICMA) wie beispielsweise bei der Zinsberechnungsmethode. Landesanleihen weisen wie öffentliche Anleihen von allen Anleihearten die längste Laufzeit von bis zu 30 Jahren auf und werden häufig am Ende der Laufzeit in einer Summe zurückgezahlt.
Landesanleihen dienen wie Staatsanleihen der Finanzierung von Investitionen in Bauprojekte, anderen Investitionen und der Infrastruktur. Landesanleihen verringern oder decken die Lücke zwischen den niedrigeren Staatseinnahmen und den höheren Staatsausgaben, wenn Steuererhöhungen ganz oder teilweise vermieden werden sollen. Da die Staatseinnahmen oft nicht ausreichen, werden mit Landesanleihen auch Haushaltsdefizite ausgeglichen (siehe Primärsaldo). 

## Sicherheit
Bei Landesanleihen gibt es im Regelfall keine Staatsgarantie als Sicherheit, vielmehr sind sie unbesichert. Die Bonität der Landesanleihen ist im Staatsvermögen und im Steueraufkommen der Anleiheschuldner begründet. Da in den USA kein engmaschiges Finanzausgleichssystem besteht und damit selbst die mittelbare Staatshaftung ausgeschlossen ist, sind die Bundesstaaten gezwungen, ihre Anleihen zu besichern (englisch pledge).
Maßgeblich für die Sicherheit des Schuldendienstes von Landesanleihen ist das jeweilige nationale Finanzausgleichssystem, das mehr oder weniger stark auch die Verschuldung der staatlichen Untergliederungen berücksichtigt wie etwa in Deutschland, Österreich, Schweiz, Kanada oder USA.

## Situation in einzelnen Staaten

### Deutschland
Die Bundesländer emittieren eine Vielzahl von Länderanleihen. Große Bundesländer (Flächenstaaten) emittieren eigene Länderanleihen, kleinere Bundesländer und Stadtstaaten schließen sich zusammen und emittieren gemeinsame Jumbo-Pfandbriefe und Länderjumbos. Eine weitere Mischform ist die Bund-Länder-Anleihe, die wegen der quotalen Haftung der Schuldner kein Bundeswertpapier ist.
Die Bundesländer sind über den Finanzausgleich, speziell den Länderfinanzausgleich, finanzwirtschaftlich eng mit dem Bund verknüpft. Die Ratingagenturen versehen deshalb Länderanleihen wie die Bundeswertpapiere meist mit der Bestnote AAA, sie gehören deshalb zur guten Anlageklasse und Risikoklasse und können auch von risikoscheuen Anlegern erworben werden.
Anleihen deutscher Bundesländer/Stadtstaaten werden regulatorisch als nationale Munizipalität (englisch domestic municipality) behandelt. Gemäß der European Banking Authority (EBA) werden Emissionen deutscher „domestic municipalities“ wie Bundeswertpapiere eingestuft. Daher erhalten sie innerhalb der Richtlinie 2013/36/EU (Eigenkapitalrichtlinie) ein Risikogewicht von 0 % und werden in der Liquiditätsdeckungsquote als Stufe 1-Assets bewertet. Der Stressfaktor für das Spreadrisiko und das Konzentrationsrisiko unter Solvency II ist ebenfalls 0 %.

### Österreich
In Österreich dürfen die Länder zwar Landesanleihen herausgeben, machen davon aber heute keinen Gebrauch mehr. Historische Beispiele waren die Niederösterreichische Landesanleihe von 1954 und 1956 und die Oberösterreichische Landesanleihe von 1955.

### Schweiz
Auch in der Schweiz dürfen die Kantone zwar Landesanleihen herausgeben, machen davon aber heute selten Gebrauch. Emittenten der Kantonsanleihen waren die Kantonalbanken, die aber diese Anleihen ab 1915 nicht mehr im Eigenbestand halten sollten. Historische Beispiele waren die Kantonanleihen Schwyz (1862) und Tessin (1862). Heute gibt es Kantonsanleihen der Kantone Basel-Stadt und Basel-Landschaft.

### USA
Mit wenigen Ausnahmen dienen Landesanleihen (englisch State (government) bonds) der Finanzierung des Straßenbaus, von öffentlichen Gebäuden (wie Schulen) oder sonstiger Infrastruktur.
Formen
„General obligation bonds“ sind durch nicht zweckbestimmte (englisch unrestricted) Steuereinnahmen gedeckt, so genannte „revenue bonds“ hingegen werden über zweckbestimmte (englisch restricted) Steuereinnahmen getilgt. Der Verwendungszweck dieser „restricted“ Steuereinnahmen ist ausschließlich auf die Tilgung entsprechender „revenue bonds“ beschränkt. Diese dienen entsprechend der Finanzierung von Kraftwerken zur Stromerzeugung, Wasserkraft, Abwasserbeseitigung oder mautpflichtiger Bauwerke wie Brücken oder Highways. Je mehr Steuereinnahmen für den Schuldendienst der „revenue bonds“ verwendet werden, umso weniger stehen für „general obligation bonds“ und umgekehrt zur Verfügung. Das Gläubigerrisiko kann einerseits darin bestehen, dass die Einnahmequellen für die „general obligation bonds“ zugunsten der „revenue bonds“ so stark ausgehöhlt wurden, dass für die Rückzahlung der „general obligation bonds“ keine freien Steuereinnahmen zur Verfügung stehen. Andererseits können die Steuereinnahmen – etwa während einer Rezession – sinken, so dass sie zur Tilgung nicht mehr ausreichen. 
Deckung
Die Deckung der „State bonds“ ist keine echte Sicherheit (englisch covered bonds), auch wenn sie als solche bezeichnet wird (englisch pledge, „Verpfändung“). Es handelt sich vielmehr um Covenants, die den Anleiheschuldner lediglich verpflichten, bestimmte Schuldenkennzahlen einzuhalten. Beide Arten – meist aber lediglich die „general obligation bonds“ – beruhen auf der mit ihnen verbundenen Klausel, dass der Anleiheschuldner eine Rückzahlungsverpflichtung übernommen hat und einen Weg finden muss, diese Rückzahlung auch zu erfüllen (englisch Full Faith and Credit; deutsch „bei vollem Glauben und Vertrauen“). Eine echte Sicherheit für „State bonds“ können nur Monoliner bieten.
Klausel
„Faith“ und „Credit“ haben dieselbe Bedeutung (Glauben, Vertrauen), so dass sie sich im Kontext gegenseitig verstärken. Die Klausel stammt aus Artikel IV § 1 der US-Verfassung und sollte unter anderem sicherstellen, dass lokale Rechtsakte in allen Bundesstaaten anerkannt werden. In Bezug auf „State bonds“ bedeuten die Worte „Treue“, wodurch diese bei „general obligation bonds“ verwendete Klausel den Unterschied zum „revenue bond“ ausmacht.
Es existiert kein formales innerstaatliches Rückhaftungssystem, das etwa ein automatisches Eintretenmüssen durch die einem Schuldner übergeordnete Staatsebene begründen oder auslösen würde. Das bestehende Finanzausgleichssystem ist nicht in der Lage – und auch nicht dafür vorgesehen –, spektakuläre kommunale Finanzkrisen wie New York City (Oktober 1975), Orange County (Dezember 1994) oder Detroit (Juli 2013) zu mildern oder gar zu verhindern. Hoch verschuldete Kommunen unterliegen einer Insolvenzgefahr aus Chapter 9 des Bankruptcy Codes, das als Normadressat die „municipalities“ unterhalb eines Bundesstaates vorsieht. 
Bundesstaaten selbst unterliegen dagegen nicht dem Chapter 9 des US Bankruptcy Code, müssen jedoch weitgehend selbst für den Haushaltsausgleich sorgen, weil Zuschüsse des Staates (englisch government grants) hierfür im Regelfall nicht vorgesehen sind. Das US-amerikanische Konkursrecht sieht keinen Konkursantrag von einem Bundesstaat vor, wohl aber für Gemeinden. Es ist allerdings davon auszugehen, dass die Gläubiger von Landesanleihen stillschweigend annehmen, dass die Zentralregierung gegebenenfalls einspringen würde; das wird in der Fachliteratur jedoch bezweifelt. Die heute noch geltende No-Bailout-Klausel stammt aus 1842, als überschuldete Bundesstaaten erfolglos die Zentralregierung um finanzielle Hilfe baten, diese aber nicht eingriff. Als Folge wurden 12 Staaten zahlungsunfähig.

### Kanada
Sehr populär sind Provinzanleihen in Kanada, wo unter anderem die Provinzen Alberta, Manitoba, Ontario oder Quebec als Emittenten auftreten. Dabei ist zu bedenken, dass ein Emittentenrisiko besteht, weil bei kanadischen Provinzen ein Zahlungsausfall (englisch default) möglich ist wie das Beispiel der Provinz Alberta im Jahre 1935 gezeigt hat.

### Argentinien
In Argentinien ist die Provinz Buenos Aires ein Daueremittent.

## Anleiheversicherer
Die ungedeckten Landesanleihen mit einem latenten Ausfallrisiko (wie in den USA und Kanada) können durch eine Ausfallgarantie von Anleiheversicherern abgesichert werden. Zu bedenken ist jedoch, dass Anleiheversicherer ein eigenständiges Adressausfallrisiko darstellen und insolvent werden können.